# جويل تومسون بوون
جويل تومسون بوون (بالإنجليزية: Joel Thompson Boone)‏ هو ضابط أمريكي، ولد في 2 أغسطس 1889 في سانت كلير في الولايات المتحدة، وتوفي في 2 أبريل 1974.